# Raúl Enrique Pérez
Raúl Enrique Pérez (Chile, 21 de junio de 1915-26 de julio de 1967) fue un futbolista de Chile que jugó en la posición de delantero.

## Carrera

### Club
Jugó toda su carrera con el River Plate Valdivia de 1933 a 1944.

### Selección nacional
Debutó con Chile el 2 de febrero de 1941 en la victoria por 5-0 sobre Ecuador en Santiago de Chile por la Copa América 1941 y su único gol internacional lo anotó una semana después en la victoria por 1-0 sobre Perú, ayudando a Chile a conseguir el tercer lugar en el torneo. Su último partido internacional fue el 14 de enero de 1942 en la derrota por 1-6 ante Brasil en Montevideo por la Copa América 1942.